# Adenomera ajurauna
Adenomera ajurauna es una especie de anfibio anuro de la familia Leptodactylidae.

## Distribución geográfica
Esta especie es endémica del estado de São Paulo en Brasil. Habita entre los 600 y 900 m de altitud en los municipios de Bertioga, Mogi das Cruzes, Cubatão y São Paulo.

## Publicación original
- Berneck, Costa & Garcia, 2008 : A new species of Leptodactylus (Anura: Leptodactylidae) from the Atlantic Forest of Sao Paulo State, Brazil. Zootaxa, n.º 1795, p. 46-56.[6]